# Žiljevo
Žiljevo är ett samhälle i Bosnien och Hercegovina.   Det ligger i entiteten Republika Srpska, i den södra delen av landet, 70 km söder om huvudstaden Sarajevo. Žiljevo ligger 868 meter över havet och antalet invånare är 529.
Terrängen runt Žiljevo är huvudsakligen kuperad, men den allra närmaste omgivningen är platt. Närmaste större samhälle är Nevesinje, 4,4 km väster om Žiljevo. 
Omgivningarna runt Žiljevo är en mosaik av jordbruksmark och naturlig växtlighet. Runt Žiljevo är det ganska tätbefolkat, med 67 invånare per kvadratkilometer.